# فورد اکسپدیشن
فورد اکسپدیشن (انگلیسی: Ford Expedition) خودروی موتور جلو-محور عقب و چهار چرخ متحرک در کلاس شاسی‌بلند است، که از سال ۱۹۹۶ تاکنون توسط شرکت فورد موتور تولید می‌شود.